# Čateška Gora
Čateška Gora este o localitate din comuna Litija, Slovenia, cu o populație de 22 de locuitori.